# Georges Maigret

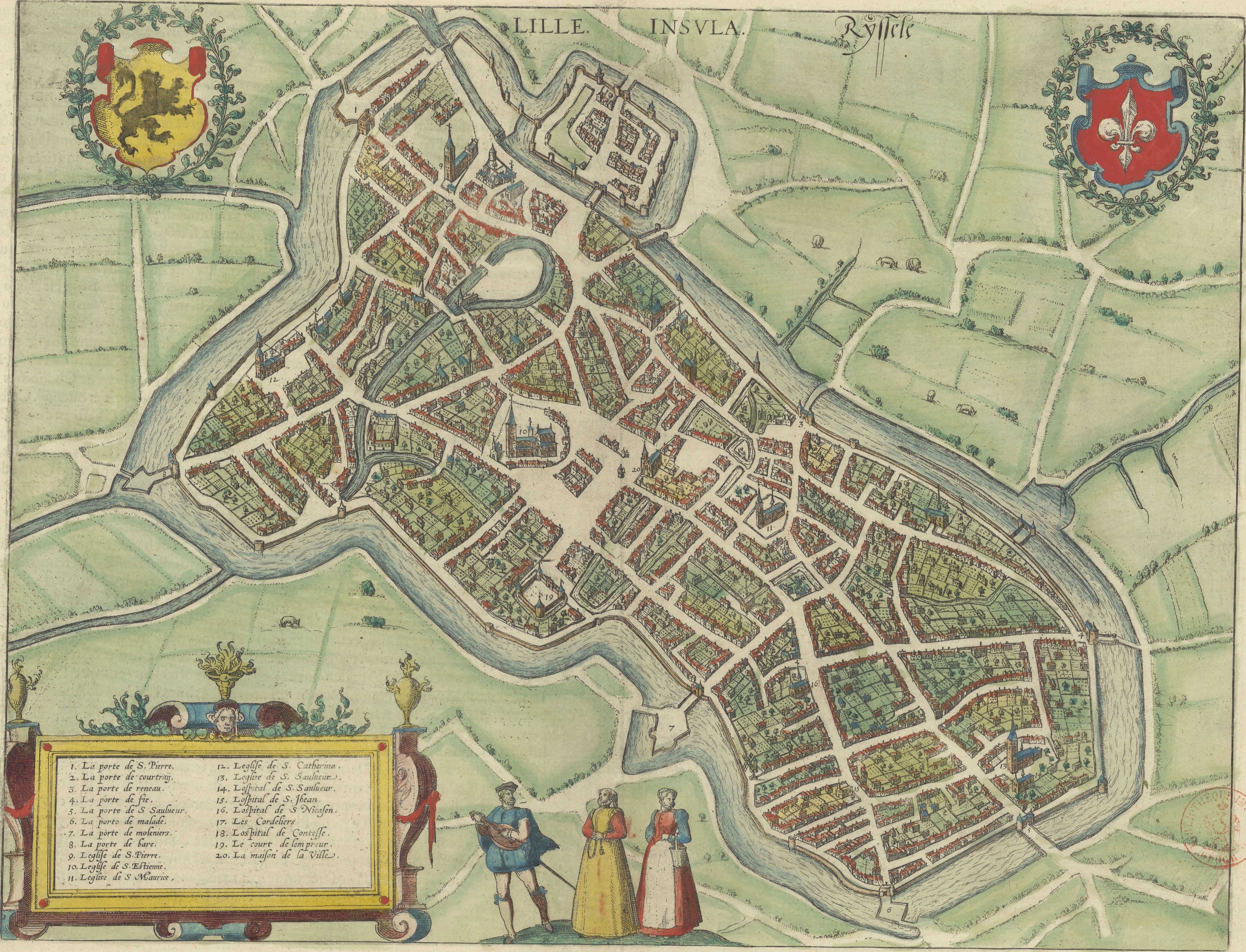
Plan de Lille (fin XVIe siècle siècle)

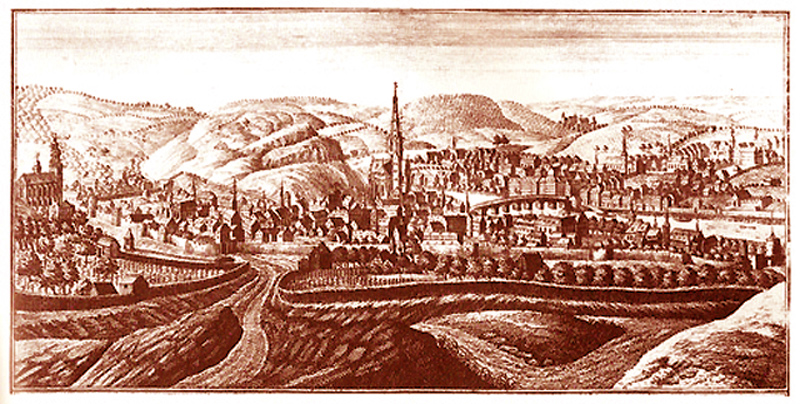
La ville de Huy autrefois (par Remacle Le Loup)

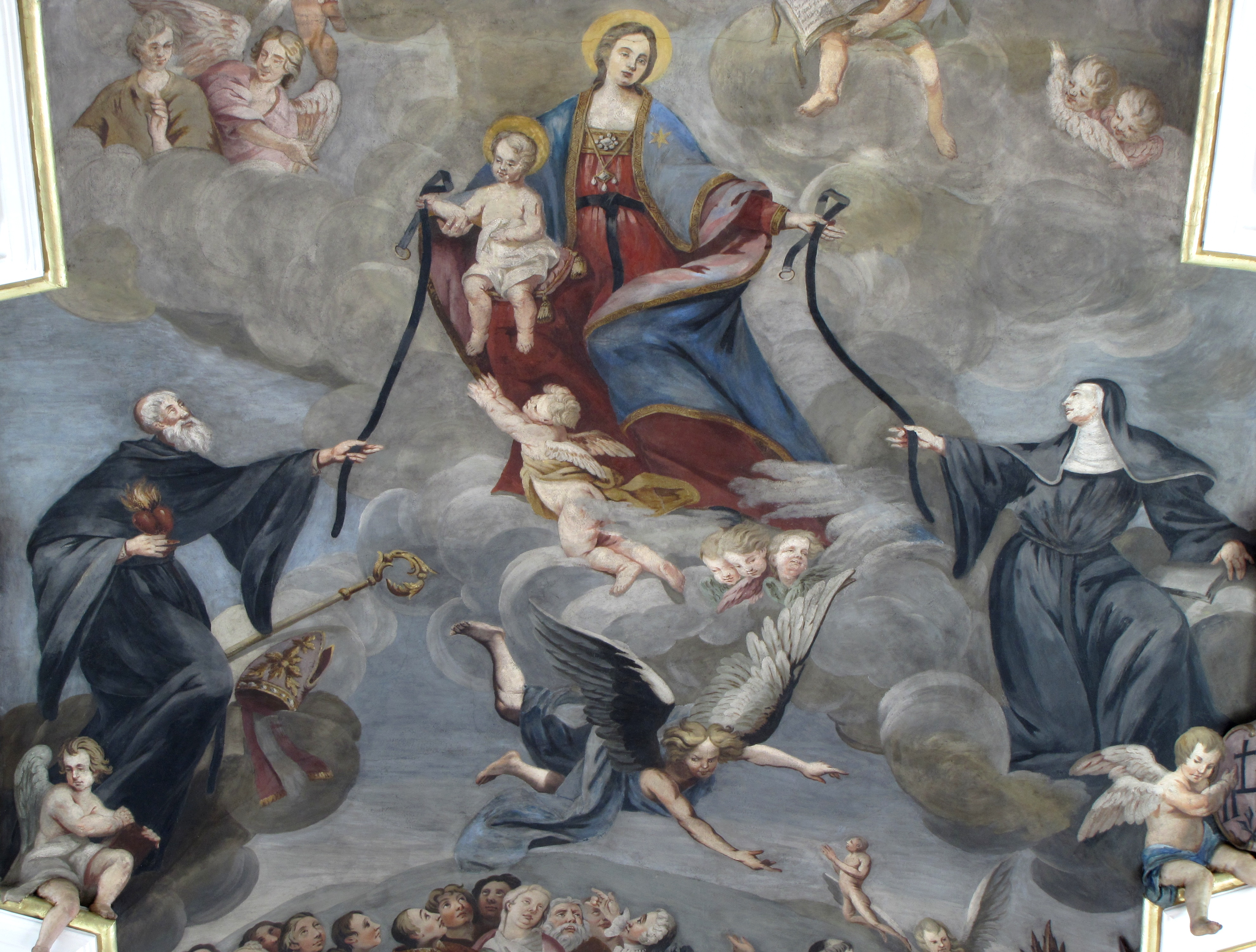
Fresque représentant la remise de la Ceinture aux saints Augustin et Monique (Ribeauvillé)

Georges Maigret (1573-1633) est un augustin wallon, auteur d'ouvrages spirituels, et supérieur de la Provincia Belgica de son ordre, à l'époque de la Contre-Réforme.

## Biographie
Georges est entré en 1590 au noviciat des augustins, récemment établis à Bouillon, sa ville natale. Une fois ordonné prêtre, il est nommé prieur de la communauté de Tournai en 1597. Il poursuit en même temps ses études à l'université de Louvain, où il obtient un doctorat en théologie, le 17 novembre 1604. Très vite il se fait remarquer par ses talents de prédicateur, à Tournai comme à Lille. À Tournai, il maintient la communauté dans une discipline rigoureuse, et établit, à l'intention des laïcs, une confrérie dite de la Ceinture de St Augustin. À Lille, il adresse une supplique aux magistrats concernant un projet d'établissement; la demande est rejetée, mais ce n'est que partie remise, puisqu'à partir de 1614, à la suite des prospections de  Charles Veron, les augustins ouvriront une maison, puis un collège, dans la capitale du Nord. Passant plus à l'est, Georges devient, en 1610, prieur au couvent de Liège. Il en profite pour fonder à Huy, une maison, dont il sera le prieur entre 1616 et 1622, ainsi qu'un collège d'humanités, l'enseignement constituant, avec la pastorale en milieu urbain, la priorité des augustins belges à cette époque. Au terme de ces diverses expériences, Georges est élu provincial pour un mandat courant de 1622 à 1625. À la tête de quelque huit cents religieux, répartis entre le nord de la France, la Belgique, la Hollande et de l'Allemagne, il donne à la Provincia Belgica une impulsion, que son successeur, Jean Neeffs, maintiendra et intensifiera. Ayant également composé en français et en latin une série d'ouvrages portant sur la liturgie, l'ascèse ou l'hagiographie, il mourra à Huy, le 15 mai 1633.

## Spiritualité
Il semble que Georges Maigret ait été assez sensible à l'actualité : il dénonce le protestantisme iconoclaste dans ses prédications, avec suffisamment de virulence pour que l'impression de celles-ci soit censurée; il rédige une sorte de pamphlet (Petit Ray), à la suite du refus essuyé à Lille ; il s'intéresse aux missions lointaines et aux canonisations récentes (le livre sur Elisabeth de Portugal date de 1626, un an après la canonisation de celle-ci, à laquelle l'auteur avait assisté), mais également à l'alignement de la liturgie des augustins sur le bréviaire romain, conformément aux directives du Concile de Trente. Il se préoccupe, en effet des questions liées à la vie religieuse. À cet égard, il se montre attentif, comme Jean Neeffs, à l'instruction des plus jeunes : son Noviciat, recueil de prières, d'examens de conscience et de méditations, tout imprégné de mystique sponsale, rencontrera un certain succès dans l'ordre comme en dehors de celui-ci. À l'intention des laïcs, il propose une spiritualité tirée de la Bible, des enseignements de l'évêque d'Hippone et de l'hagiographie des augustins (Jean de Saint-Facond, Thomas de Villeneuve), particulièrement dans Le Trésor, manuel composé pour les membres de la confrérie de la Ceinture. À une époque où nombre de chrétiens tenaient à se faire inhumer revêtus de l'habit d'une congrégation, la lanière de cuir dont se ceignent les augustins était devenue le symbole des indulgences célestes dont bénéficiaient les personnes affiliées à leur ordre, à l'exemple du scapulaire (primitivement tablier du vêtement religieux). A la même époque, en France, outre un guide de l'Archiconfrérie de la ceinture de saint Augustin et de sainte Monique, publié par les augustins de Lyon en 1643, on peut ainsi relever à Reims l'existence d'une Confrérie de la Ceinture Sainte Monique, fondée par les augustins en 1636. Enfin, il convient encore de noter que Georges Maigret paraît avoir traité le thème de la contrition des fautes dans un esprit typiquement augustinien : ses Gémissements de l'Héraclite chrétien relèvent du même esprit que les Soupirs de notre père saint Augustin chez Charles Veron, et font écho à la vive sensibilité de l'auteur des Confessions.

### Œuvres
- Petit Ray ou Atome de la Splendeur monastique... par la bienvenue et joyeuse entrée des religieux dans les villes pour contrepoison au réagal de Satan et les hérétiques, ses ministres (Douai, 1608)
- Le Noviciat ou Niveau de la vie monastique (Douai, 1601)
- Le Trésor ou coffret honoraire de Jésus Christ et des saints (Douai, 1601, 1604; Liège, 1611; en latin Anvers, 1628)
- La vie du bienheureux S. Jean de Sahaguoune (Tournai 1610; traductions en latin et en allemand; adaptation d'un livre d'Augustin Antolinez)
- Brièves relations des progrès de l'Evangile au royaume des Perses et la conversion des Mores (Liège, 1610; traduction d'un livre d'Antoine de Govea)
- Rejetons sacrés pullulants de la palme triomphante des premiers martyrs de l'ordre dit des Frères Ermites de S. Augustin (Liège 1612; traduction latine, Anvers, Liège)
- Les larmes ou gémissements de l'Héraclite chrétien... pour apprendre à chacun l'art de déplorer sa misère... (Liège, 1613)
- Augustino-Pyctacium provinciae Flandriae (Bruxelles, 1625)
- Antiphonarium et Processionale augustino-romanorum (Anvers, 1625)
- Responsiale augustino-romanorum (Anvers 1625; Liège 1626)
- Abrégé de la vie de S. Thomas de Villeneuve (Liège, 1626)
- Vie de Ste Elisabeth reine de Portugal (Liège, 1626)
- Tractatus brevis quo clare ostenditur mendicantes ad alium ordinem etiam strictiorem transire non posse (Liège, 1630)
- Théâtres tragi-comiques et anatomiques auxquels sont exposés les principales misères que les provinces Belgiques ont endurées par guerre civile (Carême prêché à Bruxelles, dont l'impression fut arrêtée pour raison politique)

### Étude
- M. Schrama, Maigret Georges, in Dictionnaire de spiritualité ascétique et mystique, tome X, Paris, Beauchesne, 1980, p. 101-102.
- Eu de Sein, Maigret (Georges), in Dictionnaire biographique des sciences, des lettres et des arts en Belgique, tome II, Bruxelles, Editions L'Avenir, 1936, p. 707, col. 2.